# 岡田倫太郎
岡田 倫太郎（おかだ りんたろう 1971年2月2日 - ）は、日本のテレビ演出家。父は宝塚歌劇団演出家の岡田敬二。母はのんのんバレエミュージカルスタジオ主宰の岡田泰子。映像パペットショーの演出家として知られる。兵庫県出身。

## 略歴
- 1990年 - 早稲田大学第二文学部在学中に自主映画製作を開始。　映画研究会に所属。当時発足したての東京学生映画祭の実行委員などを務める。
- 1994年　en:The London International Film Schoolに留学。16㎜映画「Champion's Choice」制作・監督。
- 1997年 - 制作会社カノックス入社。久世光彦門下で修行を積む。
- 2001年 - Webドラマ「恋愛体温計」（内田朝陽・浅見れいな主演）で監督デビュー。
- 2002年〜2004年 - 　TBS「東京ウォーキングマップ」の演出を手がける。
- 2005年より、テレビ東京系「セサミストリート」日本版の監督として活躍。
- 2007年　｢サンリオぽこあぽこ」シリーズの総合演出を務める。
- 2010年　マクドナルド・ハッピーセットDVD「ぼうけんおもちゃくん」監督
- 2013年     十八代目中村勘三郎一周忌メモリアルイベントの演出を務める
- 2016年　「Who I AM タティアナ・マクファデン編」　演出を務める
- 2017年　東海テレビ開局６０周年記念番組　「世界力２～錦織圭・松山英樹・松井秀喜～[1]」演出を務める
- 以降「世界力３～錦織圭・大坂なおみ・吉田麻也・大沢たかお[2]」
- 「世界力４～錦織圭・リーチマイケル・香川真司・大沢たかお[3]」も手掛ける
- 2018年　「だい！だい！だいすけおにいさん！！」シーズン２　総合演出を務める
- 2021年　「東京レトロビルディング～中銀カプセルタワービル」企画・演出を務める
- 「明日海りおのアトリエ」企画・演出を務める
- 2022年「アーティゾン美術館×パリ・オペラ座　響き合う芸術の殿堂」演出を務める
- 2023年　シネマ歌舞伎「唐茄子屋～不思議國之若旦那」映画版ディレクターを務める

## 主な演出作品

### TV
- セサミストリート日本版（テレビ東京）
- 東京ウォーキングマップ（TBS）
- クッキンアイドル アイ!マイ!まいん!（NHK　Eテレ）
- Begin Japanology（NHK総合）
- ほっと＠アジア　(NHK BS-1）
- 週刊囲碁パラダイス（囲碁将棋チャンネル)
- 鉄道伝説（BSフジ)
- 世界力シリーズ[4]（東海テレビ開局６０周年記念番組）
- Who I AM　タティアナ・マクファデン編（WOWOWプライム）
- Rの法則 （NHK Eテレ）
- 題名のない音楽会（テレビ朝日）
- スポーツ道～技（BSフジ）
- 東京レトロビルディング（NHK BS8K）
- アーティゾン美術館×パリ・オペラ座　響き合う芸術の殿堂（BS朝日）
- どうぶつ引っ越し大作戦[5]（NHK総合）

### DVD
- サンリオぽこあぽこシリーズ

「ハローキティのおやこでいっしょ　English」
「シナモンのおやこでいっしょ　Cooking」
「ハローキティのマジカルあいうえお」
「ウサハナのマジカルかずとかたち」
「シナモンのおうちでチャレンジ」
「シナモンのげんきにおでかけ」
「シナモンのみんなともだち」
- きかんしゃトーマスシリーズ

「きかんしゃトーマスのいろとかたち」
「きかんしゃトーマスのことばであそぼう」
「きかんしゃトーマスの　ソドー整備工場はおおいそがし」
「きかんしゃトーマスの　伝説の英雄ヒロ」
「きかんしゃトーマスの　クイズにチャレンジ　ソドー島へGO！」

### WEB
- 恋愛体温計（FM東京インターネットドラマ）
- ちびっこかいじゅう　ルルノンとララノン
- だい！だい！だいすけおにいさん!!　シーズン２（Hulu オリジナル）
- にじいろ！だいすけっち（Hulu オリジナル）
- 明日海りおのアトリエ（hulu オリジナル）
- メルちゃんげきじょう（YouTube）

### PV
- 地デジで元気！音頭

### VP
- マクドナルド「ハッピーセット」〝ぼうけんおもちゃくん”

映画
・　シネマ歌舞伎「唐茄子屋～不思議國之若旦那」映画版ディレクター